# Crematogaster mormonum
Crematogaster mormonum är en myrart som beskrevs av Wheeler 1919. Crematogaster mormonum ingår i släktet Crematogaster och familjen myror. Inga underarter finns listade i Catalogue of Life.

## Bildgalleri

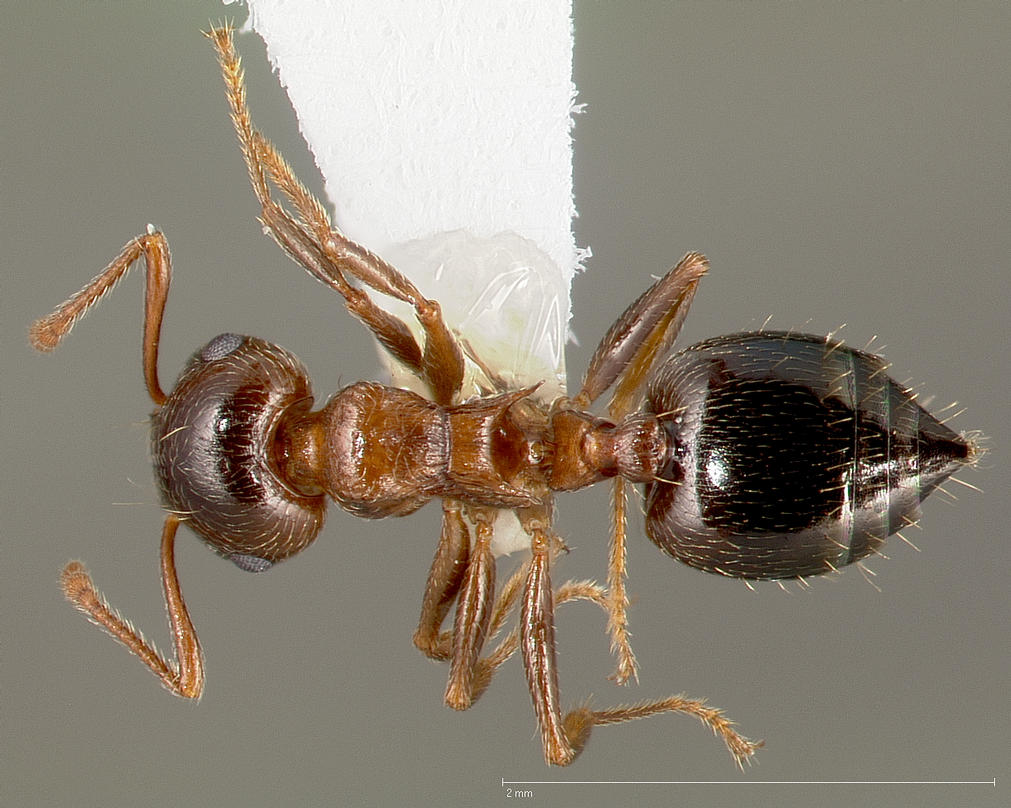
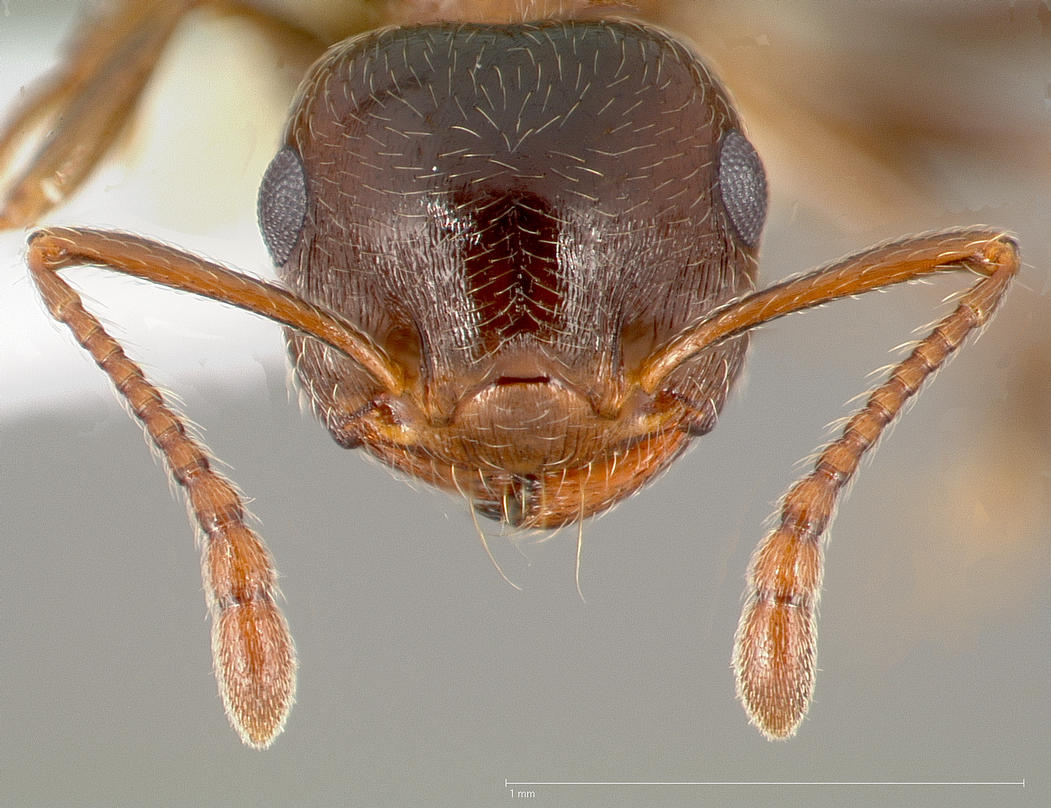
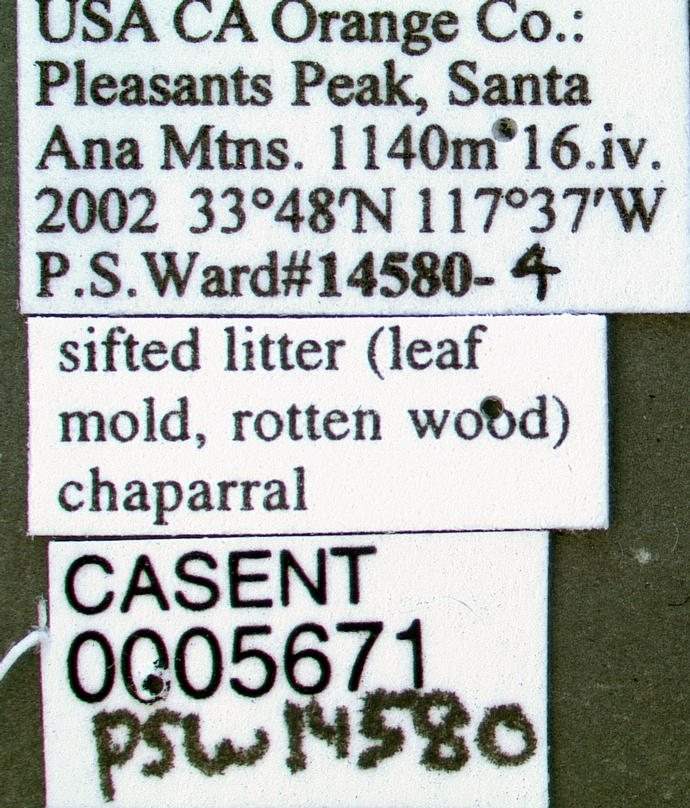
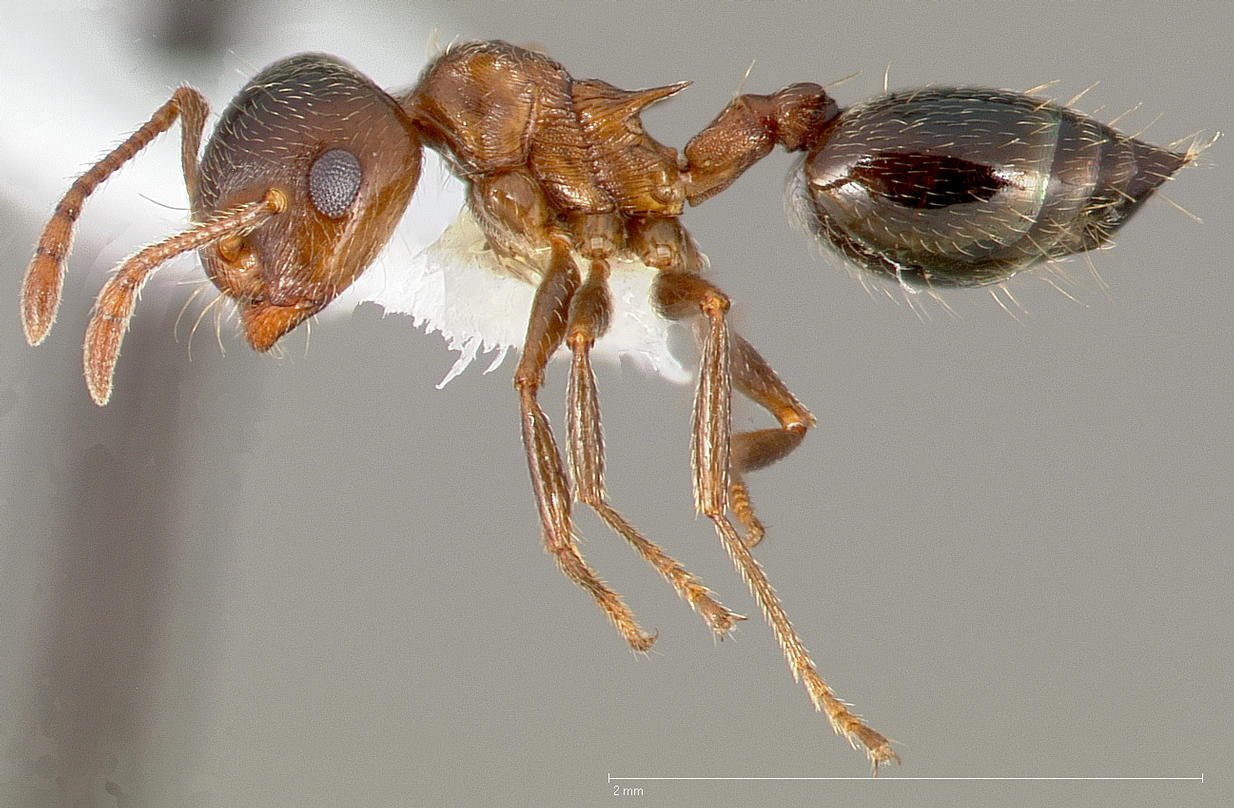